# Hasseltse speculaas
Hasselte speculaas é um tipo de spekulaas típico da cidade de Hasselt, na Bélgica. A diferença entre o spekulaas comum e o de Hasselt fica por conta da grossura do biscoito: a versão de Hasselt é mais grossa e mais macia. O sabor também é mais suave e menos picante, por conta da menor quantia de temperos utilizados em sua preparação.

## História
No século XIV, spekulaas já eram preparados na região, mas a menção mais antiga da receita dos spekulaas de Hasselt data de 1830, sob os nomes homp ou oemp e soldatenkoek. Eles foram preparados em massa por padeiros para alimentar os soldados da Bélgica durante a Campanha dos Dez Dias (Tiendaagse Veldtocht), uma expedição organizada pelo Reino Unido dos Países Baixos em uma tentativa de conter a Revolução Belga.
A versão atual foi introduzida por William Lieben, era o padeiro da abadia de Herkenrode, em Hasselt. Acredita-se que ele teria aprendido, provavelmente em um mosteiro da Valônia, a chamada “speculation préparée à la maison”. A padaria Deplée foi responsável pela disseminação e popularização da receita, não só na região da cidade, mas também em Bruxelas e Liège, no fim do século XVIII. Até 1940, a receita só era preparada durante as festividades de Sinterklaas; após a Segunda Guerra Mundial, o consumo cresceu e, consequentemente, a preparação também.

## Características e consumo
Os spekulaas de Hasselt são feitos de uma massa feita de farinhas de trigo e de amêndoa, açúcar mascavo, manteiga, ovo, leite, fermento químico e spekulaaskruiden, uma mistura de especiarias típica da receita do spekulaas original, mas utilizada em uma quantia consideravelmente menor. O kruiden consiste em noz moscada, gengibre, cravo-da-índia e canela moídos; há versões em que, para suavizar ainda mais o sabor da receita, utiliza-se apenas canela. Também é comum que metade da quantia utilizada de fermento químico (geralmente bicarbonato de sódio) seja substituída por bicarbonato de amônio.
Amêndoas em lasca também podem ser incorporadas à própria massa, mas é mais comum que estas sejam jogadas sobre os spekulaas antes de serem levados ao forno.
Os Hasseltse spekulaas são tradicionalmente consumidos acompanhando chá ou café.